# Димитрије Стефановић (музиколог)
Димитрије Стефановић (Панчево, 25. новембар 1929 — Београд, 1. август 2020) био је српски музиколог и диригент и академик. Стефановић је био генерални секретар САНУ. Један је од иницијатора сарадње САНУ и Удружења „Адлигат”, чији је био члан, а његовим ангажовањем спашено је преко 800.000 књига из разних извора.

## Биографија
Димитрије Стефановић рођен је у Панчеву 25. новембра 1929. године. Дипломирао је на Филозофском факултету у Београду, на Одсеку за германистику (енглески и немачки језик) 1955. године, а на Музичкој академији у Београду на Одсеку за историју музике 1956. године. Магистрирао је и докторирао је на Универзитету у Оксфорду. Током постдипломских студија радио је са чувеним музиколозима-византолозима Егоном Велесом, Хенри Тилијардом (енгл. Henry Julius Tillyard) и Оливером Странком (енгл. William Oliver Strunk). На Музичком факултету Универзитета у Оксфорду држао је предавања из византијске и старе словенске музике. Дуго година је био научни радник и познавалац православне црквене музике.
Као предавач и учесник многобројних међународних научних скупова и конгреса гостовао је на многим универзитетима у Европи и Америци. Одржао је и велики број предавања о православној и посебно српској црквеној музици, стотине популарних предавања за разнородну публику у земљи и свету: на двадесет југословенско-немачких хорских недеља (1971-1991), на седамнаест Летњих духовних академија у манастиру Студеница, као и на тридесет Летњих школа црквеног појања „Корнелију у част“.
У Музиколошком институту САНУ прошао је кроз све степене научних звања, од асистента до научног саветника (1958-2000). Директор Музиколошког института САНУ био је пуне две деценије (1979-2000).

За дописног члана Српске академије наука и уметности изабран је 1976, а за редовног 1985. године. Дописни члан ЈАЗУ (од 1986), дописни члан САЗУ (од 1987), секретар Одељења за сценске уметности и музику Матице српске (1991-2004), потпредседник Матице српске од 2004, генерални секретар САНУ од 2007. до 2015. године.
Свој научноистраживачки рад првенствено је усмерио на проучавање православне црквене музике – византијске и старословенске. Посебну пажњу посветио је откривању, транскрибовању, критичком вредновању и објављивању средњовековних докумената. Кроз резултате ових истраживања датум писменог почетка старе српске музике померен је на почетак 15. века. Музиколошка истраживања је увек везивао за живу музичку праксу, како извођењем и јавним представљањем откривених напева из прошлости, тако и снимањем и проучавањем још увек живе српске црквене појачке традиције. Уз многобројне студије (око две стотине текстова) на српском, енглеском, немачком, француском и руском језику, приредио је три књиге нотних записа традиционалног Карловачког појања Бранка Цвејића, уредио је неколико зборника радова са међународних научних скупова и рецензирао је низ музиколошких монографија и зборника.
Поред рада на проучавању православне црквене музике, бавио се континуирано извођењем старе и новије црквене музике. Дириговао је Панчевачким српским црквеним певачким друштвом од 1950, повремено хором Првог београдског певачког друштва и Богословије „Свети Сава” у Београду. Више година био је асистент диригента београдског Академског хора „Бранко Крсмановић”, са којим је гостовао у Кини 1957. године. Водио је хор Београдски мадригалисти. Од оснивања 1969. године, па до данас води Студијски хор Музиколошког института САНУ, са којим је гостовао у многобројним градовима бивше Југославије и у већини европских земаља. Први пут је извео тек откривене записе старе српске музике, до тада непознате византијске, бугарске, руске, грегоријанске и глагољашке црквене напеве, и православну хорску музику 19. и 20. века. Снимио је неколико грамофонских плоча, компакт-дискова и телевизијских емисија. Са истим хором појао је на великом броју богослужења у православним црквама и манастирима у Србији и иностранству.
Предано је учествовао у обнови манастира Велика Ремета, где је са сарадницима припремио изложбу „Стара српска музика и фрушкогорски манастири“. Иако ван просветних институција, небројене сате посветио је млађим колегама и студентима, спреман да помогне и подстакне на учење и истраживачки рад. Био је дугогодишњи пријатељ, а потом и члан Удружења за културу, уметност и међународну сарадњу „Адлигат”, поклонивши им у више наврата бројне вредне књиге. Између осталог, поклонио је „Мејерсову енциклопедију” из 19. века, из личне библиотеке славног панчевачког „трговца мануфактурне робе“ Јохана Финицера. Један је од иницијатора сарадње између САНУ и Удружења, захваљујући коме је спашено преко 800.000 књига из разних извора.
Носилац је ордена Светог Саве првог степена (1990), одликовања руског и румунског патријарха, више грамата и признања епархијских архијереја, Крста за заслуге са лентом СР Немачке (1991), златне значке Музичке омладине Југославије.
Добитник је награде „Доситеј Обрадовић” 2018. године. Преминуо је 1. августа 2020. године. Сахрањен је на православном гробљу у Панчеву.
О њему је снимљен документарни филм „Сведочења о наитију”. По њему је назван духовно-образовни центар за црквену музику епархије аустријско-швајцарске са седиштем у Бечу. Њему у чст направљен је циклус документарних образовно-музичких радио емисија „Димитрију у спомен” (Радио Архиепископије београдско-карловачке "Слово љубве").